# Жустин Енен
Жустин Енен (на френски: Justine Henin), до 2007 г. Жустин Енен-Арден (Justine Henin-Hardenne), е белгийска тенисистка, водачка в световната ранглиста.
Тя е известна със своя бекхенд, наречен от Джон Макенроу най-добрият сред всички играчи в света, жени или мъже.
Тя печели златен медал на XXVIII летни олимпийски игри в Атина през 2004 г. Най-добрата белгийска тенисистка е печелила 4 пъти Откритото първенство на Франция – през 2003, 2005, 2006 и 2007 година.
През 2007 г. се развежда със съпруга си Пиер-Ив Арден и премахва от фамилията си името Арден.
През май 2008 г. сензационно обявява края на състезателната си кариера и иска незабавно да бъде извадена от световната ранглиста. Тя е първата тенисистка оттеглила се като № 1 в света.
В началото на 2010 г. Енен се завръща на кортовете. В Бризбейн стига до финал, но е победена от Ким Клайстърс. След това на откритото първенство на Австралия също стига до финал, но е победена от Серина Уилямс в 3 сета.
На 26 януари 2011 г., след участието си в Откритото първенство на Австралия, отново обявява оттеглянето си от тениса поради постоянни контузии.